# Paaskerk (Oss)
De Paaskerk is een kerkgebouw in de stad Oss in de Nederlandse provincie Noord-Brabant.
Het gebouw staat aan de Wethouder van Eschstraat 165.

## Geschiedenis
Op 2 april 1966 werd het kerkgebouw in gebruik genomen als nieuwe Hervormde Kerk. De kerk verving de oudere kerk in het centrum van Oss die na de verhuizing is afgebroken.
Omstreeks 1978 was de oude kerk van de gereformeerde gemeente aan de Burgemeester Van den Elzenlaan in Oss te klein geworden en ging men gebruik maken van het gebouw van de hervormde gemeente. Enkele jaren later werd in 1980 achter het bestaande hervormde kerkgebouw een tweede kerkgebouw gebouwd voor de gereformeerde gemeente. Weer enkele jaren later ging men enkel nog gezamenlijke kerkdiensten houden.
In 1989 federeerden de gereformeerde gemeente en de hervormde gemeente. Daarbij kreeg het kerkgebouw de naam Paaskerk en het bijgebouw wordt sindsdien Pinksterterp genoemd. In de jaren die volgden werd er een nieuwe entree en inkomhal gebouwd die de beide gebouwen met elkaar verbond.
In 2021 is de Paaskerk als eerste kerk in Oss een regenboogkerk geworden, en draagt actief uit dat lhbt'ers welkom zijn en mogen participeren in alle kerkelijke activiteiten.

## Opbouw
Het niet-georiënteerde kerkgebouw is een moderne kerk  naar de stijl van het naoorlogs modernisme. Het heeft een achtzijdig grondplan waaruit een kwart is weggenomen. In het midden staat een toren van metalen kolommen met een klokkenstoel.
Van binnen bestaat het gebouw naast de inkom uit twee zalen, waarbij de tweede zaal voor kleinere diensten wordt gebruikt.
1. ↑  Eerste regenboogkerk oss binnen onze gemeenschap geen discussie over de acceptatie van lhbt ers. bd.nl. Gearchiveerd op 1 maart 2021. Geraadpleegd op 8 maart 2021.